# Sandra Nováková
Sandra Nováková (* 15. dubna 1982 Praha) je česká herečka. Již v dětství účinkovala se svým bratrem Adamem Novákem mezi hlavními postavami televizního seriálu Bylo nás pět. Po dalších dětských a dospívajících rolích získala jednu z hlavních úloh ve filmu Pusinky, vedlejší roli v Protektorovi a další. Později začala spolupracovat také se svým partnerem, režisérem Vojtěchem Moravcem. Hostovsky působila v různých divadelních scénách.

## Osobní život
Má 3 starší bratry. V dětství zpívala v Dismanově rozhlasovém souboru. V osmi letech hrála v televizním seriálu Správná šestka. Jako dítě vystupovala i v televizních reklamách, např. na Foresbank.
Vystudovala hudebně-dramatické oddělení na Pražské konzervatoři. Divadlu se věnuje jako herečka „na volné noze“ – hostovala v Divadle pod Palmovkou, v Divadle Rokoko a také v A studiu Rubín. V Malostranské besedě uvádí svůj vlastní pořad Barování, jehož moderátorem je herec Filip Rajmont.
S Petrou Nesvačilovou založila šansonovo-jazzové večery, kde také zpívají.[zdroj?] V roce 2015 se stala jednou z tváří Jsme v tom společně, kampaně iniciativy HateFree Culture.                               Přítelem byl o 11 let starší filmový producent Jan Nejedlý, s nímž se na začátku roku 2013 rozešla. V prosinci 2015 přivedla ve FN Motol na svět syna Mikuláše, jehož otcem je hereččin tehdejší snoubenec (a od června 2022 manžel) Vojtěch Moravec.
S partnerem Vojtěchem Moravcem během léta 2020 natočila film Matky, k němuž rovněž spolu s Moravcem napsala scénář. Ve filmu si zahrála se svým synem a s herečkami Hanou Vágnerovou, Petrou Hřebíčkovou a Gabrielou Marcinkovou ztvárnily čtveřici kamarádek. S Moravcem rovněž spolupracovala o dva roky později na komedii Hádkovi, k níž dvojice napsala scénář a Nováková si v ní zahrála jednu z hlavních rolí.

## Filmografie
- Jezevec nosí pochybnosti (1992)
- Správná šestka (1993)
- Bylo nás pět (1994)
- Poslední přesun (1995)
- Manželská tonutí (1996)
- Draculův švagr (1996)
- Kinetická encyklopedie všehomíra (1998)
- Eliška má ráda divočinu (1999)
- To jsem z toho jelen (2000)
- Policejní pohádky strážmistra Zahrádky (2000)
- Kytice (2000)
- Český Robinson (2000)
- Muž, který vycházel z hrobu (2001)
- Deník šílené manželky (2001)
- Miláček (2002)
- Pojišťovna štěstí (2004)
- Ordinace v růžové zahradě (2005–2015)
- Sůva z nudlí (2006)
- O malíři Adamovi (2006)
- Nadměrné maličkosti: Manželé roku 2006 (2006)
- Pusinky (2007)
- Vy nám taky, šéfe! (2008)
- Svět z papíru (2008)
- Soukromé pasti (2008)
- Protektor (2009)
- Veni, vidi, vici (2009)
- Zakázaný člověk (2009)
- Drahá tchyně (2010)
- Školní výlet (2012)
- Vinaři (2014)
- Vyšehrad (2016)
- Specialisté (díl: Hon na Gekkona)
- Modrý kód (2017)
- Český vesmír (2019)
- Sestřičky MK (2020)
- Matky (2021)
- Vyšehrad: Seryjál (2021)
- 1. mise (2021)
- Hádkovi (2022)
- Banáni (2023)
- Pod hladinou (2023)